# Zorenii de Vale
Zorenii de Vale – wieś w Rumunii, w okręgu Kluż, w gminie Mociu. W 2011 roku liczyła 327 mieszkańców.